# Université d'État de New York
Ne doit pas être confondu avec Université de New York ou Université de la Ville de New York.
L'université d'État de New York (State University of New York, acronyme SUNY) est un regroupement d'universités publiques de l'État de New York aux États-Unis. Il s'agit du plus grand ensemble universitaire du pays, avec 64 sites dispersés dans l'État, accueillant 413 000 étudiants et plus de 1,1 million d'adultes en formation continue.
Les campus de Stony Brook, Binghamton, Albany et Buffalo sont les plus importants, avec plus de 20 000 étudiants inscrits sur chaque site et avec les programmes des 2e et 3e cycles, ainsi que le Fashion Institute of Technology (FIT), connu entre autres pour son musée.

## Personnalités liées à l'université

### Enseignants
- Johanna Drucker, historienne et philosophe de l'art
- Myung Mi Kim, poète et professeur de littérature
- Florence Howe, écrivaine féministe
- Susan Howe, poète et essayiste
- Sonia Harmand, préhistorienne

### Docteurs honoris causa
- Emily Howland, philanthrope, abolitionniste, pacifiste

### Étudiants
- Bhanu Kapil, (née en 1968), poète, romancière, universitaire

## Galerie

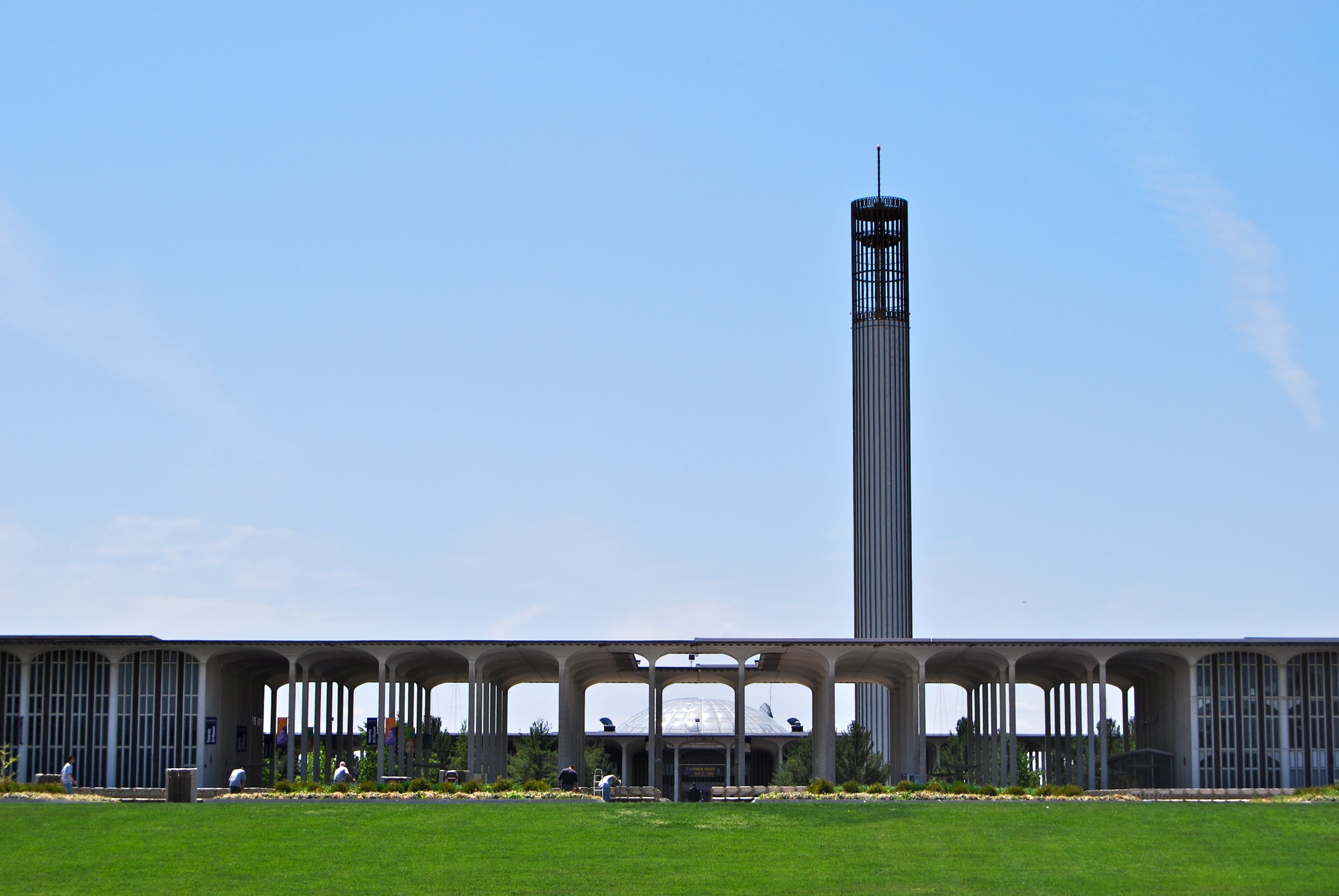
Université d'Albany.
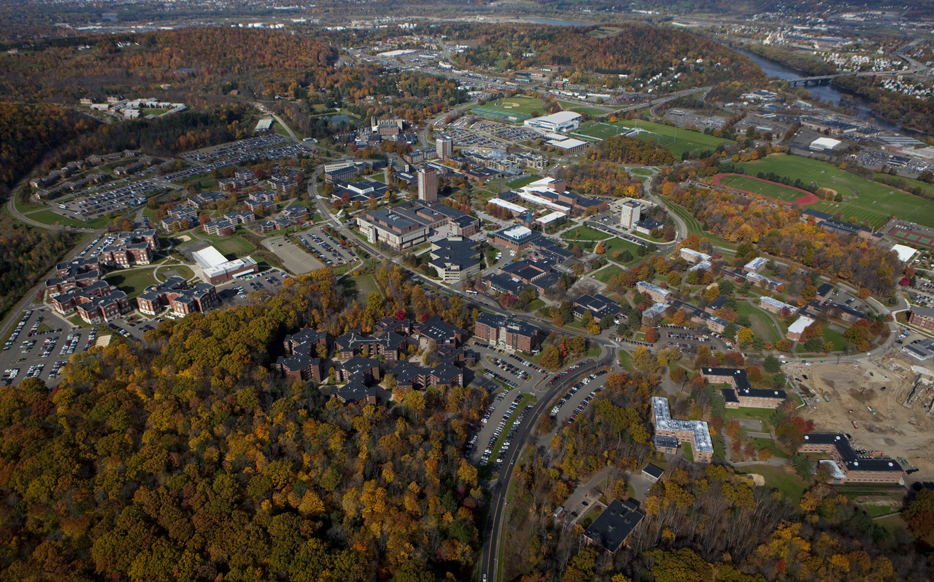
Université de Binghamton.
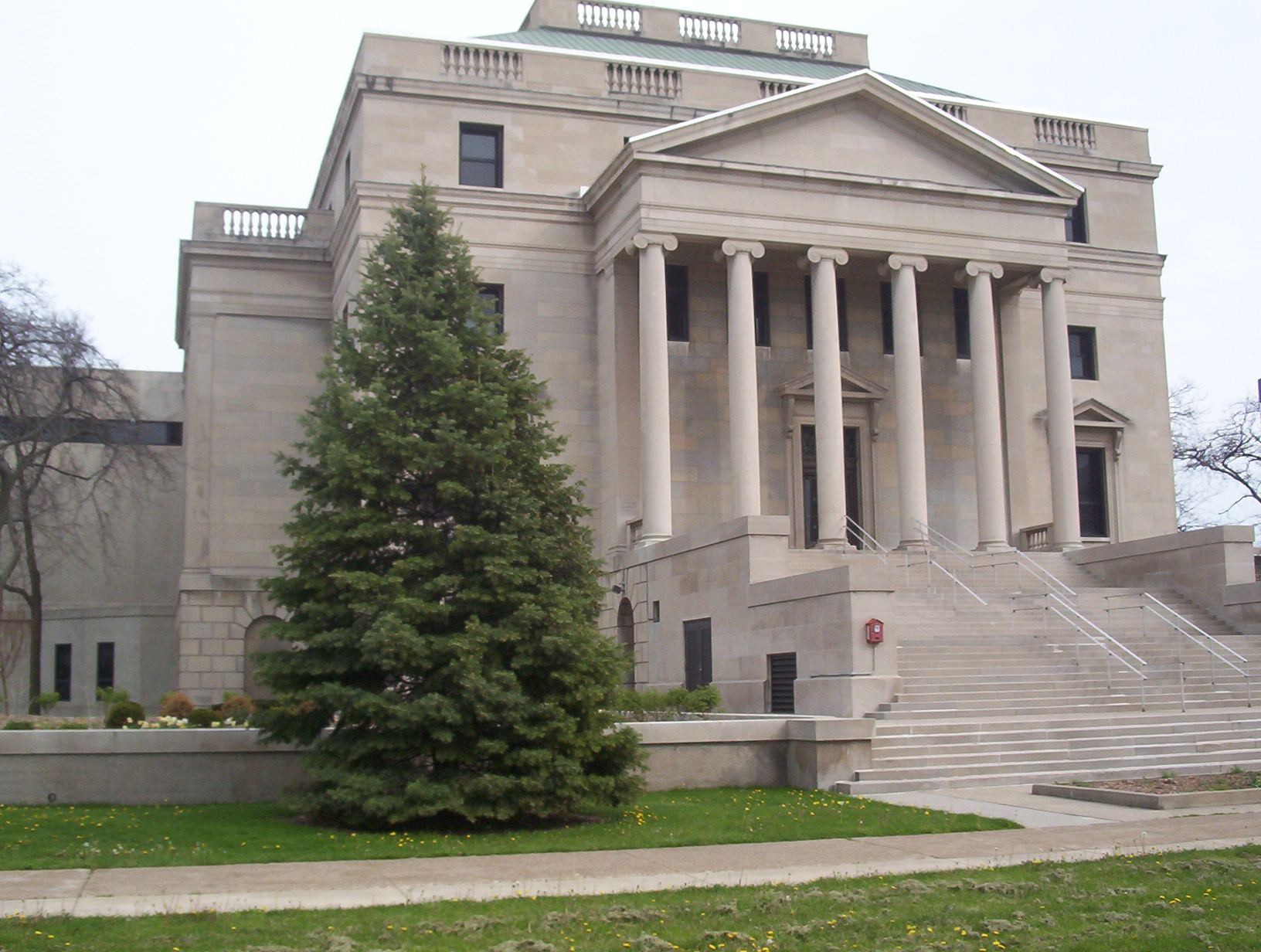
Université de Buffalo.
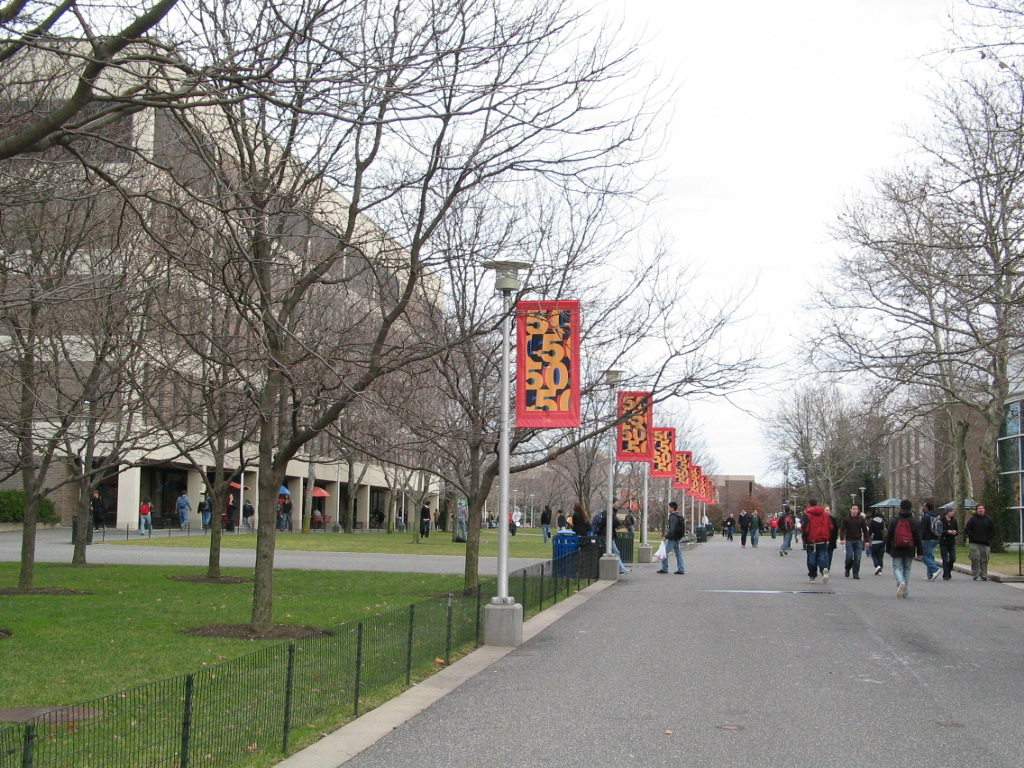
Université de Stony Brook.